# Hrabstwo Polk (Wisconsin)
Hrabstwo Polk (ang. Polk County) – hrabstwo w stanie Wisconsin w Stanach Zjednoczonych.
Obszar całkowity hrabstwa obejmuje powierzchnię 956,28 mil² (2476,75 km²). Według szacunków United States Census Bureau w roku 2009 miało 44 252 mieszkańców. Jego siedzibą administracyjną jest Balsam Lake.
Hrabstwo zostało utworzone z St Croix w 1853. Nazwa pochodzi od nazwiska prezydenta USA Jamesa Polka.
Na obszarze hrabstwa znajdują się rzeki Apple, Clam, St Croix, Straight, Trade, Willow i Wood oraz 437 jezior.

## Miasta
- Alden
- Apple River
- Amery
- Balsam Lake
- Beaver
- Black Brook
- Bone Lake
- Clam Falls
- Clayton
- Clear Lake
- Eureka
- Farmington
- Garfield
- Georgetown
- Johnstown
- Laketown
- Lincoln
- Lorain
- Luck
- McKinley
- Milltown
- Osceola
- St. Croix Falls – city
- St. Croix Falls – town
- Sterling
- West Sweden

## Wsie
- Balsam Lake
- Centuria
- Clayton
- Clear Lake
- Dresser
- Frederic
- Luck
- Milltown
- Osceola

## CDP
- Lewis